# Maurice Béjart
Maurice Béjart, född Maurice-Jean Berger 1 januari 1927 i Marseille, död 22 november 2007 i Lausanne, Vaud, var en fransk balettdansare, koreograf och balettledare. 1959 gjorde han en helt ny koreografi till Igor Stravinskijs komposition Våroffer.  

## Koreografi
- 1977 - Petrusjka[10]
- 1958 - L' étrange
- 1956 - Symphonie pour un homme seul
- 1952 - Eldfågeln

## Filmografi (urval)
- 1971 - Avignon
- 1956 - Récréation
- 1952 - Eldfågeln